# The Sims 2: Bon Voyage
The Sims 2: Bon Voyage este cel de-al șaselea pachet de expansiune pentru popularul joc de simulare de viață The Sims 2, dezvoltat de Maxis și publicat de Electronic Arts. Lansat pe 4 septembrie 2007 în America de Nord și pe 6 septembrie 2007 în Europa, acest pachet de expansiune adaugă noi mecanici de joc, locații și activități, permițând jucătorilor să-și trimită Sims-ii în vacanțe exotice.

## Caracteristici principale

### Locații de vacanță
The Sims 2: Bon Voyage introduce trei destinații de vacanță distincte, fiecare cu propriile caracteristici unice:
- Trei Lacuri (Three Lakes) - o destinație montană inspirată de pădurile nord-americane, unde Sims-ii pot explora păduri dese, pot merge la pescuit și se pot caza în cabane rustice.
- Insula Twikkii (Twikkii Island) - o destinație tropicală care amintește de insulele din Oceanul Pacific, unde Sims-ii pot face scufundări, pot construi castele de nisip și pot vizita temple antice.
- Takemizu Village - un sat inspirat de cultura asiatică, unde Sims-ii pot învăța arte marțiale, pot medita în grădini zen și pot participa la ceremonii tradiționale de ceai.

### Activități de vacanță
Pachetul de expansiune adaugă o varietate de activități de vacanță care permit Sims-ilor să se relaxeze și să exploreze noi culturi:
- Construirea castelelor de nisip și explorarea templelor antice pe Insula Twikkii.
- Pescuitul și observarea faunei sălbatice în Trei Lacuri.
- Meditarea, practicarea artelor marțiale și participarea la ceremonii de ceai în Takemizu Village

## Suveniruri și abilități noi
Jucătorii pot colecta suveniruri din fiecare destinație vizitată, cum ar fi scoici, pietre prețioase și artefacte antice. În plus, Sims-ii pot învăța noi abilități și dansuri tradiționale, cum ar fi dansul hula sau dansul focului.

## Locuri de cazare și transport
Sims-ii pot alege dintr-o varietate de opțiuni de cazare, inclusiv hoteluri de lux, cabane rustice și vile exotice. De asemenea, pot călători cu avionul pentru a ajunge la destinațiile de vacanță și pot utiliza mijloace de transport locale, cum ar fi bicicletele sau taxiurile de apă.

## Mecanicile de joc

### Sistemul de vize și puncte de vacanță
Pe măsură ce Sims-ii petrec timp în diverse destinații, aceștia câștigă puncte de vacanță care contribuie la obținerea unei vize pentru acea destinație. Cu cât vizitează mai des o locație, cu atât pot sta mai mult timp acolo fără a fi nevoiți să se întoarcă acasă.

### Interacțiuni sociale
Pachetul de expansiune introduce noi interacțiuni sociale, permițând Sims-ilor să interacționeze cu localnicii și să învețe despre culturile și tradițiile locale. De asemenea, Sims-ii pot forma relații de prietenie sau romantice cu Sims-ii pe care îi întâlnesc în timpul vacanțelor.

### Servicii hoteliere și excursii organizate
Jucătorii pot rezerva excursii organizate care le permit Sims-ilor să exploreze atracțiile locale cu ghizi turistici. De asemenea, Sims-ii pot solicita diverse servicii hoteliere, cum ar fi room service, masaje și tratamente spa.

## Impactul asupra gameplay-ului
The Sims 2: Bon Voyage adaugă o nouă dimensiune jocului prin introducerea vacanțelor, oferind jucătorilor o oportunitate de a-și scoate Sims-ii din rutina zilnică și de a explora locuri noi și interesante. Acest pachet de expansiune îmbogățește experiența de joc prin adăugarea de noi obiecte, interacțiuni și activități, extinzând posibilitățile de personalizare și de povestire.

## Primire și critică
La lansare, The Sims 2: Bon Voyage a fost bine primit de critici și jucători deopotrivă, fiind lăudat pentru varietatea de conținut adăugat și pentru modul în care extinde mecanicile de joc existente. Criticii au apreciat în special designul detaliat al destinațiilor de vacanță și diversitatea activităților disponibile.

## Moștenire
The Sims 2: Bon Voyage este un pachet de expansiune esențial pentru fanii The Sims 2, oferind o experiență de joc îmbogățită prin introducerea vacanțelor și a activităților asociate. Cu locații exotice, noi interacțiuni sociale și o multitudine de activități de vacanță, acest pachet de expansiune aduce un plus de diversitate și complexitate jocului de bază, oferind jucătorilor noi modalități de a-și dezvolta poveștile Sims-ilor.